# Amstetten
Amstetten (německy  amˈʃtɛtn̩), je rakouské okresní město ve spolkové zemi Dolní Rakousko. Leží na řece Ybbs, v nadmořské výšce 275 m, 64 km západně od St. Pöltenu. Žije zde přibližně 24 tisíc obyvatel. Je šestým největším městem Dolních Rakous.

## Politika

### Starostové
- 1934 až 1938: Hans Höller
- od roku 1965: Johann Pölz
- 1988 až 2011: Herbert Katzengruber
- 2011 až 2020: Ursula Puchebner
- od roku 2020: Chrisian Haberhauer

## Kauza Amstetten
Město se stalo středem mediálního zájmu v dubnu 2008 poté, co byl zatčen zdejší rodák Josef Fritzl (* 1935), který doma věznil řadu let rodinné příslušníky.

## Rodáci
- Josef Fritzl (* 1935), únosce a násilník
- Julian Schutting (* 1937), spisovatel
- Josef Hickersberger (* 1948), bývalý fotbalista a fotbalový trenér
- Paulus Hochgatterer (* 1961), psychiatr a spisovatel
- Hermann Fehringer (* 1962), tyčkař

## Partnerská města
- Alsfeld, Německo, 1979 [1]
- Ruelle-sur-Touvre, Francie, 1992 [2]
- Pergine Valsugana, Itálie, 1999 [3]